# Al-Wāqidī
al-Wāqidī (arabisch محمد بن عمر بن واقد الواقدي Mohammed ibn ʿUmar ibn Wāqid al-Wāqidī, DMG Muḥammad b.ʿUmar b. Wāqid al-Wāqidī; * 747 in Medina; † 823 in Bagdad) war ein arabischer Historiker.
Sein Wirkungsfeld lag zunächst in Medina. Ab 796 lebte er in Bagdad, wo er auch als Richter tätig war. Er stand dem Kalifenhof unter Hārūn ar-Raschīd, den er auf der Pilgerfahrt begleitete, und unter al-Ma'mūn nahe. In seinen Werken beschäftigte er sich mit der frühislamischen Geschichte von der Zeit des Propheten Mohammed bis in die Zeit der islamischen Eroberungen, wobei er sich vor allem Quellen seiner Vorgänger medinensischen Ursprungs bediente. Auf dem Gebiet des Hadith und Fiqh genoss er weder bei seinen Zeitgenossen noch in den Folgegenerationen besonderes Ansehen.

## Werke
- Al-Wāqidīs bekanntestes Werk ist das كتاب المغازي / Kitāb al-Maġāzī / ‚Buch über die Feldzüge des Propheten‘, das ausschließlich den Feldzügen des Propheten Mohammed gewidmet ist. Einen Teil des Werkes hat der deutsche Orientalist Alfred von Kremer bereits 1856 in Kalkutta herausgegeben, wovon Julius Wellhausen 1882 eine deutsche Übersetzung anfertigte. Als maßgeblich gilt heute die dreibändige Edition von Marsden Jones.[1] Berichte, die im genannten Werk nicht erhalten sind, hat sein Schüler Muhammad ibn Saʿd in seinem Klassenbuch (kitāb al-tabaqāt al-kabīr / كتاب الطبقات الكبير / kitāb aṭ ṭabaqāti ʾl-kabīr / ‚Das große Klassenbuch‘) nach al-Wāqidī verarbeitet.
- Sein Kitāb as-Saqīfa wa-baiʿat Abī Bakr كتاب السقيفة وبيعة أبي بكر / ‚Der Bericht über den Säulengang und den Treueid gegenüber Abū Bakr‘, das noch Ibn an-Nadīm  kannte, ist ebenfalls nicht mehr erhalten; es wird aber von späteren Autoritäten der islamischen Geschichtsschreibung benutzt.[2]
- Sein كتاب الفتوح / Kitābu al-Futūḥ / ‚Das Buch der Futūh‘ ist nur in relativ späten Abschriften erhalten; einige Teile, deren Echtheit umstritten ist, werden in der Forschung als Pseudo-Waqidi behandelt.
- Das كتاب الردة / Kitāb ar-Ridda / ‚Das Buch über die Ridda-Kriege‘ ist nur in Zitaten und Paraphrasen späterer Geschichtsschreiber erhalten geblieben. Das Buch behandelt das Abfallen der arabischen Stämme vom Islam nach dem Tod Mohammeds unter dem ersten Kalifen Abū Bakr.
- Al-Wāqidī soll wie Muhammad ibn Saʿd ein Klassenbuch abgefasst haben, das der Lebensbeschreibung der Prophetengefährten (Sahāba) und ihrer Nachfolger sowie den Gelehrten der Städte Kufa und Basra gewidmet war. Dieses Werk ist allerdings verlorengegangen.